# Riós
Riós település Spanyolországban, Ourense tartományban. Riós Vilardevós, Castrelo do Val, A Gudiña és Vinhais községekkel határos. Lakosainak száma 1407 fő (2024).

## Népesség
A település népessége az elmúlt években az alábbi módon változott:
| Lakosok száma | 2208 | 2097 | 2003 | 1907 | 1803 | 1684 | 1609 | 1516 | 1432 | 1407 |
|               | 2001 | 2004 | 2007 | 2009 | 2012 | 2014 | 2017 | 2019 | 2022 | 2024 |